# Майкопский троллейбус
Майкопский троллейбус (адыг. Мыекъуапэ троллейбус) — система троллейбусного транспорта в столице Адыгеи Майкопе. Эксплуатация началась 29 ноября 1974 года. Троллейбус является основным и самым главным видом транспорта в Майкопе, перевозит около 60 процентов пассажиров.

## История
29 ноября 1974 года в Майкопе было открыто движение троллейбусов. Тогда на улицы города вышли троллейбусы двух маршрутов. Сейчас Майкопские троллейбусы работают на 10 маршрутах, охватывающих большую часть города.

## Подвижной состав
По состоянию на ноябрь 2017 года в Майкопе эксплуатируется троллейбусы следующих моделей:
ЗиУ-682 — 22 шт.;
ВЗТМ-5284 — 3 шт.;
ТролЗа-5275.0* «Оптима» — 7 шт.;
Тролза-5265 «Мегаполис» — 1 шт.

Депо муниципального предприятия «Майкопское троллейбусное управление» содержит на балансе 53 троллейбуса моделей ЗиУ-682 и ВЗТМ-5284, в том числе два учебно-пассажирских. Бортовые номера троллейбусов: 57-117 (ЗиУ-682, с «пробелами»), 118-121 (ВЗТМ-5284). Все майкопские троллейбусы прошли капитальный ремонт с заменой обшивки кузова, часть машин модернизирована для возможности использования на маршрутах с участком тяжёлого профиля (путепровод через железную дорогу при движении к редукторному заводу). Эти машины можно легко опознать по букве «т», приписанной к бортовому номеру троллейбуса на его лицевой панели.

## Маршруты
| Действующие маршруты | | |
| №                    | Маршрут | Маршрут |
| 2                    | Западный жилой район (троллейбусная станция) — улица Димитрова — улица Юннатов — улица Привокзальная — улица Ленина — переулок Вокзальный — улица Краснооктябрьская — улица Калинина — улица Жуковского — улица Пролетарская — улица Железнодорожная — Кондитерская фабрика - улица Пролетарская - улица Чкалова                                            | Западный жилой район (троллейбусная станция) — улица Димитрова — улица Юннатов — улица Привокзальная — улица Ленина — переулок Вокзальный — улица Краснооктябрьская — улица Калинина — улица Жуковского — улица Пролетарская — улица Железнодорожная — Кондитерская фабрика - улица Пролетарская - улица Чкалова                                            |
| 3                    | Западный жилой район — улица Чкалова — улица Депутатская — улица Пролетарская — улица Жуковского — улица Некрасова — улица Прямая — Шпагатно-верёвочная фабрика | Западный жилой район — улица Чкалова — улица Депутатская — улица Пролетарская — улица Жуковского — улица Некрасова — улица Прямая — Шпагатно-верёвочная фабрика |
| 4                    | Западный жилой район — улица Чкалова — улица Депутатская — улица Пролетарская — улица Гоголя — улица Пушкина — улица Шовгенова — улица Лесная — переулок Профсоюзный — улица Шоссейная | Западный жилой район — улица Чкалова — улица Депутатская — улица Пролетарская — улица Гоголя — улица Пушкина — улица Шовгенова — улица Лесная — переулок Профсоюзный — улица Шоссейная |
| 5                    | Вокзал (троллейбусная станция) - улица Ленина - улица Привокзальная - улица Юннатов - улица Димитрива - Западный жилой район — улица Чкалова — улица Депутатская — улица Пролетарская — улица Гоголя — улица Пушкина — улица Шовгенова — улица Лесная — переулок Профсоюзный — Шоссейная (троллейбусная станция)                                            | Вокзал (троллейбусная станция) - улица Ленина - улица Привокзальная - улица Юннатов - улица Димитрива - Западный жилой район — улица Чкалова — улица Депутатская — улица Пролетарская — улица Гоголя — улица Пушкина — улица Шовгенова — улица Лесная — переулок Профсоюзный — Шоссейная (троллейбусная станция)                                            |
| 6                    | Западный жилой район — улица Чкалова — улица Депутатская — улица Пролетарская — улица Жуковского — улица Калинина — улица Краснооктябрьская — переулок Вокзальный — Вокзал (троллейбусная станция) - улица Ленина — улица Привокзальная — улица Юннатов — улица Димитрова — Западный жилой район (кольцевой)                                                | Западный жилой район — улица Чкалова — улица Депутатская — улица Пролетарская — улица Жуковского — улица Калинина — улица Краснооктябрьская — переулок Вокзальный — Вокзал (троллейбусная станция) - улица Ленина — улица Привокзальная — улица Юннатов — улица Димитрова — Западный жилой район (кольцевой)                                                |
| 7                    | Западный жилой район (троллейбусная станция) — улица Димитрова — улица Юннатов — улица Привокзальная — улица Ленина — переулок Вокзальный — улица Краснооктябрьская — улица Калинина — улица Жуковского — улица Пролетарская — улица Гоголя — улица Пушкина — улица Шовгенова — улица Лесная — переулок Профсоюзный — улица Шоссейная — улица Привокзальная | Западный жилой район (троллейбусная станция) — улица Димитрова — улица Юннатов — улица Привокзальная — улица Ленина — переулок Вокзальный — улица Краснооктябрьская — улица Калинина — улица Жуковского — улица Пролетарская — улица Гоголя — улица Пушкина — улица Шовгенова — улица Лесная — переулок Профсоюзный — улица Шоссейная — улица Привокзальная |
| 8                    | Западный район — улица Чкалова — улица Димитрова — улица Пролетарская — улица Жуковского — улица Некрасова — улица Шовгенова — Редукторный завод | Западный район — улица Чкалова — улица Димитрова — улица Пролетарская — улица Жуковского — улица Некрасова — улица Шовгенова — Редукторный завод |
| 11                   | Западный район — улица Чкалова — улица Депутатская — улица Пролетарская — улица Железнодорожная — Кондитерская фабрика | Западный район — улица Чкалова — улица Депутатская — улица Пролетарская — улица Железнодорожная — Кондитерская фабрика |
| 10                   | Западный район — улица Чкалова — улица Депутатская — улица Пролетарская — улица Железнодорожная — Кондитерская фабрика | |
| Закрытые маршруты    | | |
| №                    | Маршрут | Примечание |
| 1                    | Западный жилой район — Вокзал (троллейбусная станция) | Закрыт в 2020 году. |
| 4Б                   | Западный жилой район — улица Михайлова | Закрыт в 2016 году. |
| 9                    | Редукторный завод — улица Шоссейная | Закрыт в 2011 году. |
| 10                   | Западный жилой район — улица Чкалова — улица Депутатская — улица Пролетарская — улица Железнодорожная — Кондитерская фабрика | Закрыт в 2023 году (?) |

## Стоимость
Стоимость проезда и провоза багажа — 25 рублей.